# Стефано Нава
Стефано Нава (італ. Stefano Nava, нар. 19 лютого 1969, Мілан) — італійський футболіст, що грав на позиції центрального захисника, зокрема, за «Мілан», у складі якого вигравав низку національних і міжнародних турнірів. 
По завершенні ігрової кар'єри — тренер.

## Ігрова кар'єра
Народився 19 лютого 1969 року в Мілані. Вихованець юнацьких команд футбольних клубів «Про Сесто» та «Мілан».
У дорослому футболі дебютував 1988 року виступами за третьоліговий «Вірешит Бергамо», в якій провів один сезон, взявши участь у 30 матчах чемпіонату.
Сезон 1989/90 молодий захисник відіграв вже на рівні Серії B у складі «Реджяни», продемонструвавши рівень гри, який привернув увагу тренерів його рідного «Мілана». Дебютувавши у складі «россонері» по ходу сезону 1990/91, наступний сезон він провів в оренді у «Пармі», де не лише мав більше ігрової практики на рівні Серії A, але й був основним гравцем команди в рамках переможного для неї тогорічного розіграшу Кубка Італії.
Повернувшись з оренди до «россонері», не зумів вибороти місце в основному складі і протягом переможних для команди у чемпіонаті сезонів 1991/92 та 1992/93 відіграв за неї відповідно 14 і 3 матчі. Загалом провів після повернення три з половиною сезони за «Мілан», протягом яких окрім двох чемпіонських титулів додав до переліку своїх трофеїв перемоги у Суперкубку Італії і  Суперкубку УЄФА, а також титул переможця Ліги чемпіонів УЄФА, взявши по ходу кампанії 1993/94 участь у двох іграх в рамках цього турніру.
Восени 1995 року тренерський штаб «россонері» вирішив розпрощатися із захисником і віддав його в оренду до «Падова», після якої влітку 1996 року він на правах повноцінного контракту став гравцем швейцарського «Серветта».
Протягом 1998—1999 років провів ще 14 ігор в італійській Серії A у складі «Сампдорії», а завершив ігрову кар'єру у «Про Сесто», за який виступав протягом 2000—2001 років на рівні четвертого італійського дивізіону.

## Кар'єра тренера
Розпочав тренерську кар'єру невдовзі по завершенні кар'єри гравця, 2004 року, очоливши тренерський штаб «Про Сесто».
Згодом у 2009 році працював із нижчоліговим «Массероні Маркезе», а пізніше, 2011 року, отримав запрошення приєднатися до академії «Мілана». відтоді працював з командами «россонері» різних вікових категорій. Протягом 2016–2017 років опікувався підготовкою команди дублерів клубу.

## Статистика виступів

### Статистика клубних виступів
| Сезон                 | Команда               | Чемпіонат             | Чемпіонат | Чемпіонат | Національний кубок | Національний кубок | Національний кубок | Континентальні кубки | Континентальні кубки | Континентальні кубки | Інші змагання | Інші змагання | Інші змагання | Усього | Усього |
| Сезон                 | Команда               | Ліга                  | Ігор      | Голів     | Ліга               | Ігор               | Голів              | Ліга                 | Ігор                 | Голів                | Ліга          | Ігор          | Голів         | Ігор   | Голів  |
| --------------------- | --------------------- | --------------------- | --------- | --------- | ------------------ | ------------------ | ------------------ | -------------------- | -------------------- | -------------------- | ------------- | ------------- | ------------- | ------ | ------ |
| 1988–89               | «Вірешит Бергамо»     | C1                    | 30        | 2         | КІ+КІ-C            | 5+?                | 0+?                | -                    | -                    | -                    | -             | -             | -             | 35+    | 2+     |
| 1989–90               | «Реджяна»             | B                     | 32        | 0         | КІ                 | 1                  | 0                  | -                    | -                    | -                    | -             | -             | -             | 33     | 0      |
| 1990–91               | «Мілан»               | A                     | 2         | 0         | КІ                 | 7                  | 0                  | КЧ                   | 0                    | 0                    | СУ+МКК        | 0             | 0             | 9      | 0      |
| 1991–92               | «Парма»               | A                     | 19        | 0         | КІ                 | 7                  | 0                  | КУЄФА                | 2                    | 0                    | -             | -             | -             | 28     | 0      |
| 1992–93               | «Мілан»               | A                     | 14        | 0         | КІ                 | 5                  | 0                  | ЛЧ                   | 5                    | 0                    | -             | -             | -             | 24     | 0      |
| 1993–94               | «Мілан»               | A                     | 3         | 1         | КІ                 | 3                  | 0                  | ЛЧ                   | 2                    | 0                    | СІ+СУ+МКК     | 0             | 0             | 8      | 1      |
| 1994–95               | «Мілан»               | A                     | 2         | 0         | КІ                 | 2                  | 0                  | ЛЧ                   | 1                    | 0                    | СІ+СУ+МКК     | 1+0+0         | 0             | 6      | 0      |
| лип.-лист. 1995       | «Мілан»               | A                     | 0         | 0         | КІ                 | 0                  | 0                  | КУЄФА                | 0                    | 0                    | -             | -             | -             | 0      | 0      |
| Усього за «Мілан»     | Усього за «Мілан»     | Усього за «Мілан»     | 21        | 1         |                    | 17                 | 0                  |                      | 8                    | 0                    |               | 1             | 0             | 47     | 1      |
| лист. 1995–96         | «Падова»              | A                     | 17        | 0         | КІ                 | -                  | -                  | -                    | -                    | -                    | -             | -             | -             | 17     | 0      |
| 1996–97               | «Серветт»             | ЧШ                    | 10+5      | 1+0       | КШ                 | 2                  | 0                  | -                    | -                    | -                    | -             | -             | -             | 17     | 1      |
| лип.-груд. 1997       | «Серветт»             | ЧШ                    | 11        | 0         | КШ                 | 0                  | 0                  | -                    | -                    | -                    | -             | -             | -             | 11     | 0      |
| Усього за «Серветт»   | Усього за «Серветт»   | Усього за «Серветт»   | 21+5      | 1+0       |                    | 2                  | 0                  |                      | -                    | -                    |               | -             | -             | 29     | 1      |
| січ.-черв. 1998       | «Сампдорія»           | A                     | 5         | 0         | КІ                 | 0                  | 0                  | -                    | -                    | -                    | -             | -             | -             | 5      | 0      |
| 1998–99               | «Сампдорія»           | A                     | 9         | 0         | КІ                 | 3                  | 0                  | Int.                 | 2                    | 0                    | -             | -             | -             | 14     | 0      |
| Усього за «Сампдорію» | Усього за «Сампдорію» | Усього за «Сампдорію» | 14        | 0         |                    | 3                  | 0                  |                      | 2                    | 0                    |               | -             | -             | 19     | 0      |
| 2000–01               | «Про Сесто»           | C2                    | 12        | 0         | КІ-C               | ?                  | ?                  | -                    | -                    | -                    | -             | -             | -             | 16     | 0      |
| Усього за кар'єру     | Усього за кар'єру     | Усього за кар'єру     | 171       | 4         |                    | 35+                | 0+                 |                      | 12                   | 0                    |               | 1             | 0             | 219    | 4      |

## Титули і досягнення
- Володар Кубка Італії (1):

«Парма»: 1991-1992
- Володар Суперкубка Італії з футболу (3):

«Мілан»: 1992, 1993, 1994
- Чемпіон Італії (2):

«Мілан»: 1992-1993, 1993-1994
- Володар Суперкубка УЄФА (2):

«Мілан»: 1990, 1994
- Володар Міжконтинентального кубка (1):

«Мілан»: 1990
- Переможець Ліги чемпіонів УЄФА (1):

«Мілан»: 1993-1994